# 朱在
朱在（1169年—1239年），字叔敬、又字敬之，号立纪。徽州婺源(今属江西)人。

## 生平
朱熹第三子，母刘清四。乾道五年（1169年）正月初一出生，朱熹出外做官时，常将朱在带在身边。世袭博士，以父荫补官，娶吕祖谦之妹為妻。再娶黃岩趙氏, 古杭方氏。嘉定年間任泉州通判。历南康军奉祠，起知信州。嘉熙三年（1239年）卒於建安。與繼室方氏育有子朱铉，朱钦，朱铸，朱铅。
朱府君諱在字叔敬姓朱氏。曾祖森故贈承事郎；妣程氏贈孺人。祖松故左承議郎，吏部員外郎兼史館校勘，累贈通議大夫；妣孺人祝氏贈碩人。父熹故朝奉大夫，煥章閣待制侍講，實錄院同修撰，特贈太師，追封徽國公，諡曰文，妣孺人劉氏贈徽國夫人。先世為徽州之婺源人，宣和末通議公官於建，因寓焉。文公始居崇安之五夫，徙建陽之考亭。
府君以乾道乙丑正月朔日寅時生，紹熙甲寅明堂補承務郎，嘉定戊辰轉承事郎，丙子知南康軍，已卯轉承議郎，差知湖州，改知信州。庚辰趣奏事之任，又改除浙西倉。辛已除右曹郎官，暫兼嘉興府。壬午寶璽恩授朝奉郎，以和糴賞授朝散郎，再權倉事，入除司農少卿。癸未課嘉興舊最，授朝請郎，繼除煥章閣樞密副都承旨，轉朝奉大夫，遂除直寶文閣，兩浙運副。甲申課鹽最，授朝散大夫。乙未寧宗山陵竣事，除秘閣修撰，依舊運副，尋除司農少卿。丙戌御筆除權工部侍郎，奏對敷陳家學，上嘉納之，賜衣帶鞍馬。丁亥郊恩封建陽開國男，食邑三百戶。紹定戊子轉朝議大夫，卸筆除吏部右侍郎，再賜衣帶鞍馬。已丑乞補外，奏三上始除寶闊待制，知平江府。庚寅丐祠，除煥章閣待制，知袁州，轉中奉大夫，以明堂恩進封開國子，加食邑二百戶。嘉熙丁酉進封建安郡開國候，加食邑二百戶。己亥九月二日，以疾卒於正寢，年七十一。娶呂氏，東萊成公之女弟，繼黃岩趙氏，並封碩人，皆先府君卒。男鉉宣義郎，特差知安慶府太湖縣；欽，早逝；鑄，承奉郎；鉛，早逝。女鍠，鎡皆夭。孫男涇，登仕郎；渤，早逝：澤，登仕郎；浩，尚幼；女瀞、漢皆夭；淑，尚幼。